# Comercio fronterizo

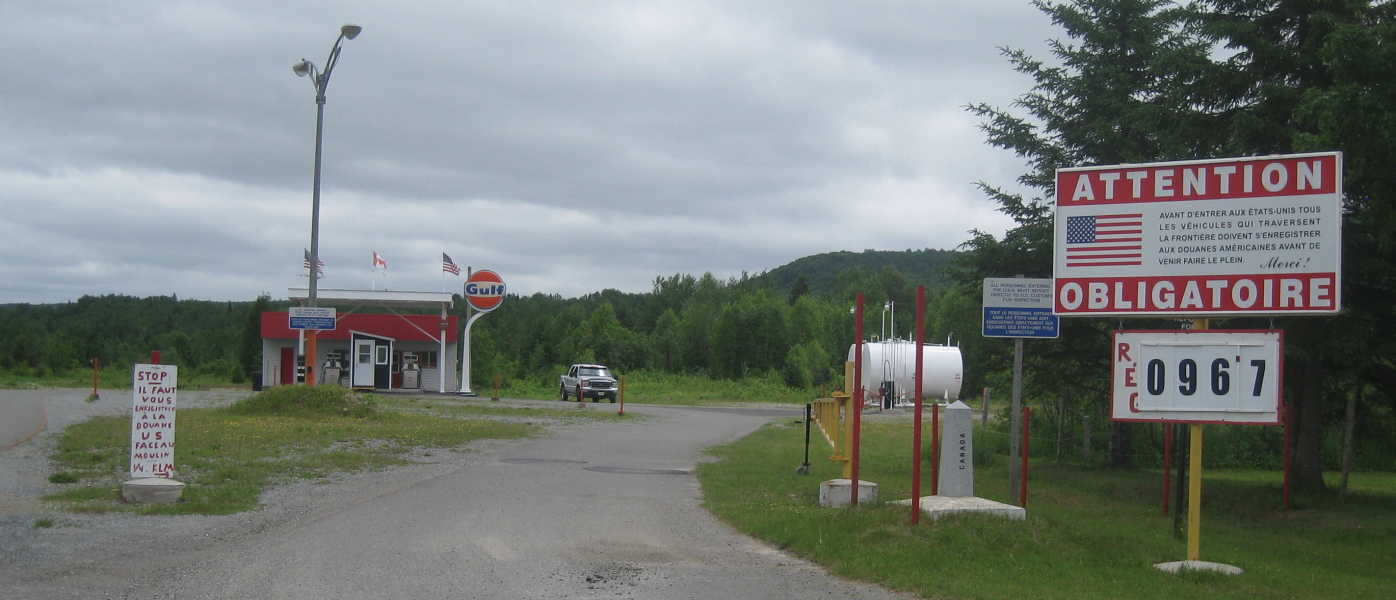
Una gasolinera en Estcourt Station, Maine, que abastece a compradores transfronterizos de Canadá, donde la gasolina es significativamente más cara.

El comercio fronterizo o también denominado como turismo fronterizo es un tipo de comercio internacional acotado al intercambio de bienes y servicios en las zonas fronterizas entre dos países, especialmente por los habitantes locales de las jurisdicciones limítrofes. Este tipo de intercambio comercial se ve favorecido dependiendo de algunos factores y circunstancias, como la carga tributaria de algunos artículos, la ventaja de la tasa de cambio de una divisa por sobre otra, las existencias y oferta que tenga un país por sobre el otro, el alto valor añadido de un producto producido en un país, las regulaciones y prohibiciones de venta de artículos o servicios determinados que tenga la legislación de un país, el libre tránsito que exista entre dos países vecinos, entre otros. Cada país regula de manera diferente su comercio fronterizo y las políticas relacionadas, como los controles aduaneros, la creación de zonas francas, etc.  Esta situación se ve aún más favorecida en el caso de ciudades fronterizas, donde debido a la proximidad de dos aglomeraciones urbanas, el intercambio se realiza de forma natural.
Los productos más transados a nivel global entre dos países que comparten frontera son alimentos, combustibles, alcohol, tabaco y drogas recreativas en general, medicamentos y servicios vinculados al turismo de salud, muebles y electrodomésticos, ropa y calzado, entre otros.

## Situaciones regionales

### América del Norte
A lo largo de toda la frontera entre Estados Unidos y México existe un mercado transfronterizo cotidiano entre localidades mexicanas y estadounidenses próximas en distancia. No solo le limita al comercio de mercancías, sino que también a los servicios, el mercado laboral y la oferta académica, con estudiantes y trabajadores que cruzan a diario la frontera de su país de residencia para obtener estos servicios. Del mismo modo, existe un flujo constante de compradores en la frontera entre Canadá y Estados Unidos, siendo un caso destacado el de la región de North Country, en el estado de Nueva York y las localidades de la provincia canadiense de Ontario.

### América del Sur
Históricamente, el comercio entre la frontera entre Colombia y Venezuela se traducía principalmente en los viajes de residentes colombianos hacia localidades fronterizas venezolanas para adquirir combustibles derivados del petróleo venezolano y otros artículos que les eran más baratos de obtener allí. No obstante, debido a la crisis en Venezuela iniciada en 2013 y agudizada en 2017, miles de residentes venezolanos comenzaron a viajar a las localidades fronterizas colombianas para adquirir mayoritariamente artículos de primera necesidad. Esto también ha traído consigo la aparición de un mercado negro y contrabando a lo largo de todo el espacio fronterizo colombo-venezolano,  además de algunas restricciones que se han impuesto, como el cierre de la frontera venezolana hacia Colombia por parte de Nicolás Maduro el 19 de agosto de 2015. Las ciudades de Cúcuta y Maicao, son dos centros importantes para este tipo de comercio.
En las localidades fronterizas chilenas es común que los residentes en Chile acudan para hacer compras en el comercio de sus países vecinos, así como también la compra de exámenes médicos y otros servicios de salud a menor costo. Casos notables son la relación comercial entre Arica y Tacna, en la frontera chileno-peruana. Asimismo, pese a lo accidentado del relieve al tener que atravesar la cordillera de los Andes a lo largo de la frontera argentino-chilena existe un alto flujo de compradores trasandinos, siendo un caso notable el de chilenos próximos a la ciudad de Mendoza y viceversa, de argentinos que realizan los denominados «tour de compras» a ciudades chilenas. Más al sur, ocurre una situación similar entre las ciudades de Punta Arenas y Río Gallegos.
Otro caso de imporante flujo comercial binacional fronterizo es en la frontera entre Brasil y Paraguay, con un alto desplazamiento de residentes paraguayos que acuden hasta la ciudad brasileña de Foz do Iguaçu, principalmente desde Ciudad del Este.

### Europa
Desde la entrada en vigencia del espacio Schengen en 1995, la lógica de movimiento fronterizo entre las fronteras internas de la Unión Europea sufrió modificaciones significativas. Un ejemplo en Europa ocurre en Estonia, donde el impuesto especial sobre el alcohol es más bajo que en Finlandia y mucho más bajo que en Suecia, por lo que es común comprar grandes volúmenes de alcohol al regresar de Estonia hacia esos países: hay tiendas en el puerto de Tallin que atienden específicamente a los turistas. Existe también comercio fronterizo entre Irlanda del Norte y la República de Irlanda; durante la crisis financiera de 2007-2008, cuando el euro subió frente a la libra esterlina, muchos irlandeses visitaron Newry, con líneas de tráfico de cuatro millas de largo, que el fenómeno se conoció como el "efecto Newry". Uno de cada cuatro hogares en la República de Irlanda en condados tan lejanos como Galway, a cuatro horas de la frontera, hizo compras en Irlanda del Norte.
Entre el Reino Unido y Francia/Bélgica, los tours de compras de bebidas alcohólicas (denominados booze cruises) son viajes realizados específicamente, o al menos en gran medida, para comprar alcohol y tabaco más baratos, y también productos que ofrecen diferentes IVA: el detergente para ropa, quizás sorprendentemente, es una compra común. Asimismo, existe un número importante de compradores franceses que compran tabaco y alcohol en localidades fronterizas españolas como Le Perthus. En España, estos productos son un tercio más baratos que en Francia. Durante el verano, alrededor de 70.000 visitantes cruzan diariamente la frontera franco-española para comprar este tipo de productos, lo que provoca graves atascos. La cercana Andorra, con un IVA bajo (4 %), también es muy popular entre los clientes franceses que residen en la zona.
La frontera entre Alemania y Suiza es un destino altamente concurrido por compradores suizos hacia localidades alemanas. Un caso notable es el de la ciudad alemana de Constanza, la cual recibe grandes cantidades de residentes en Suiza que acuden a tiendas y restaurantes de la ciudad por el día.